# 엽기송
엽기송(獵奇송)은 2000년대 들어, 대한민국 인터넷에서 유행했던 인터넷 콘텐츠의 하나이다. 플래시 애니메이션을 주종으로 하여 귀엽고 깜찍하면서 주로 어린이들에게 어필하는 내용을 담았다. 마시마로와 같은 플래시 애니메이션의 인기를 배경으로 등장하였으며, 현재는 인터넷의 트렌드가 바뀌어가면서 감소 추세에 있다. 일부 엽기송 콘텐츠는 유튜브등에 올라 소소한 인기를 얻고 있다.

## 같이 보기
- 숫자송